# Curpilladia
Curpilladia is een geslacht van rechtvleugeligen uit de familie veldsprinkhanen (Acrididae). De wetenschappelijke naam van dit geslacht is voor het eerst geldig gepubliceerd in 1934 door Sjöstedt.

## Soorten
Het geslacht Curpilladia  is monotypisch en omvat slechts de volgende soort:
- Curpilladia flavocarinata (Sjöstedt, 1934)